# Proturentomon picardi
Proturentomon picardi är en urinsektsart som beskrevs av Bruno Condé 1960. Proturentomon picardi ingår i släktet Proturentomon och familjen Protentomidae. Inga underarter finns listade i Catalogue of Life.